# Saint-Vincent-d’Olargues
Saint-Vincent-d’Olargues település Franciaországban, Hérault megyében. Lakosainak száma 354 fő (2022. január 1.). Saint-Vincent-d’Olargues Fraisse-sur-Agout, Olargues, Saint-Étienne-d’Albagnan és Saint-Julien községekkel határos.

## Népesség
A település népessége az elmúlt években az alábbi módon változott:
| Lakosok száma | 372  | 335  | 301  | 318  | 320  | 341  | 357  | 355  | 358  | 354  |
|               | 1968 | 1982 | 1990 | 2006 | 2013 | 2015 | 2017 | 2019 | 2020 | 2022 |